# Хоуел Добри
Хоуел Добри (вел. Howel Dda) био је владар Велшана (енгл. King of the Britons) у првој половини 10. века.

## Владавина
Хоуел је био унук Родрија Великог, првог велшког владара који је успео да уједини већи део Велса (осим крајњег југа) под својом влашћу. Рођен као наследник краљевине Сеисилуг (вел. Seisyllwg),  Хоуел Добри је у периоду од 910. до 920. припојио краљевину Дивед (вел. Dyfed) и основао краљевство Дихеибарт (вел. Deheubarth). До 950. проширио је своју власт на већи део Велса и као краљ Британаца издао је први велшки зборник закона. Но, под сталним притиском оближњих англосаксонских краљевина - Мерсије и Весекса, велшка држава се распада већ у другој половини 10. века.